# Jan Kozamernik
Jan Kozamernik (24 de diciembre de 1995) es un jugador profesional de voleibol esloveno, juego de posición central. Desde la temporada 2021/2022, ha estado jugando para el equipo polaco Asseco Resovia Rzeszów.

## Palmarés

### Clubes
Liga Centroeuropea - MEVZA:
- 2016, 2017
- 2015

Copa de Eslovenia:
- 2015

Campeonato de Eslovenia:
- 2015, 2016, 2017

Challenge Cup:
- 2021[2]

### Selección nacional
Liga Europea:
- 2015
- 2014

Campeonato Europeo:
- 2015, 2019, 2021

## Premios individuales
- 2019: Mejor central Campeonato Europeo